# SITER SKAIN
SITER SKAIN（シタースケイン）は、同人ゲームを制作している同人サークルである。

## 概要
縦スクロールシューティングゲーム『神威』の完成版を1999年12月のコミックマーケット57に出展するために開発メンバーによって結成された。プログラム制作を主とするメンバーで構成されている。
- メンバー
  - じるるん - サークル代表。音楽制作も担当。
  - ヤスウェア（Ysuer）
  - バーナス
- 活動休止
  - Panzer（パンツァー）
  - 来犬（くるいぬ）

## 作品

### SITER SKAIN結成以前制作の関連作品
RAID WIND （1994年 / 縦スクロールSTG / PC-98）
じるるんとその友人の共同開発。「シューティングツクール98バカスカウォーズ」による制作。雑誌『ログイン』の未確認クリエイターズに掲載され評価はされたが入賞していない。
ALLTYNEX （1996年 / 縦スクロールSTG / FM-TOWNS）
開発：じるるん。「Project RAID WIND 2」として開発された。第2回アスキーエンタテインメントソフトウェアコンテストにて敢闘賞を受賞。
Reflection （1997年10月 / 縦スクロールSTG / Windows）
メイン開発：ヤスウェア。インターネットコンテストパークにて1997年11月月間受賞。

### ゲーム
神威 （1999年12月 / 初出1997年9月 / 縦スクロールSTG）
メイン開発：じるるん。『ALLTYNEX』と『Reflection』の設定を取り入れて、「ALLTYNEX3部作」の中で第3部という位置付けになっている。
RefleX （2008年8月 / 初出1999年12月 / 縦スクロールSTG）
メイン開発：ヤスウェア。『Reflection』のリメイク企画「Project ReflectionX」および続編企画「Project Reflection2」を1本化した作品。「ALLTYNEX3部作」の中で第2部という位置付け。
犬詰弁当（仮） （開発中止 / 未発表 / パズルゲーム）
メイン開発：来犬。SITER SKAINの3作目の作品として開発開始されたが、開発を一時中止してFryFishTown制作に移行している。
Final Apocalypse （開発停止中 / 初出2000年8月 / 360度スクロール全方位STG）
メイン開発：Panzer。SITER SKAINの4作目の作品として開発開始されたが、開発者の活動休止により開発中止になり、活動メンバーが引き継いで完成させるか保留になっている。
FryFishTown （開発中止 / 初出2001年8月 / スゴロク型カードゲーム）
メイン開発：来犬。開発者の活動休止により開発中止になっている。
ALLTYNEX Second （2010年8月 / 初出2005年8月 / 縦スクロールSTG）
メイン開発：じるるん。『ALLTYNEX』のリメイク作品。

### 音楽CD
RefleX ORIGINAL SOUNDTRACK++ （2008年12月）
2枚組でDisc1は『Reflex』のサントラ、Disc2は『神威』『Reflection』『Reflex 旧体験版』のサントラになっている。
ALLTYNEX Second ORIGINAL SOUNDTRACK （2010年12月）
2枚組でDisc1は『ALLTYNEX Second』のサントラ、Disc2は『ALLTYNEX』のサントラになっている。